# Comuna Kanepi
Kanepi este o comună (vald) din Comitatul Põlva, Estonia.
Comuna cuprinde un târgușor (alevik), Kanepi, care este reședință și 21 de sate.